# Adrien Duvillard (ski, 1934)
Pour les articles homonymes, voir Duvillard.
Ne doit pas être confondu avec Adrien Duvillard (ski, 1969).
Adrien Duvillard, né le 7 novembre 1934 à Megève et mort le 14 février 2017 dans la même ville, est un skieur alpin français, membre du Club des sports de Megève.

## Biographie
Adrien Duvillard fit partie de l’équipe de France de ski de 1953 à 1962 et remporta presque toutes les grandes classiques de descente et du combiné : Val-d'Isère, Kitzbühel, Val Gardena, Sestrières, Squaw Valley. Il est élu meilleur skieur mondial en 1960.
Duvillard passe professionnel en 1962 et devient champion du monde en 1963, 1965 et 1969.

### Famille
Il est le frère aîné du skieur alpin Henri Duvillard et le père d'Adrien Duvillard, skieur alpin lui aussi.

### Décès
Il meurt à la suite d'un malaise sur une piste de ski de Megève.

## Palmarès

### Arlberg-Kandahar
- Vainqueur du Kandahar 1961 à Mürren
  - Vainqueur de la descente 1961 à Mürren

### Championnats de France
- Champion de France de Descente en 1955 et 1961
- Champion de France du Combiné en 1961

### Divers
- Descente de Kitzbuhel en 1960

## Distinction
- Désigné Gloire du sport dans la promotion 2011[4].